# Prostitution chinoise à Paris

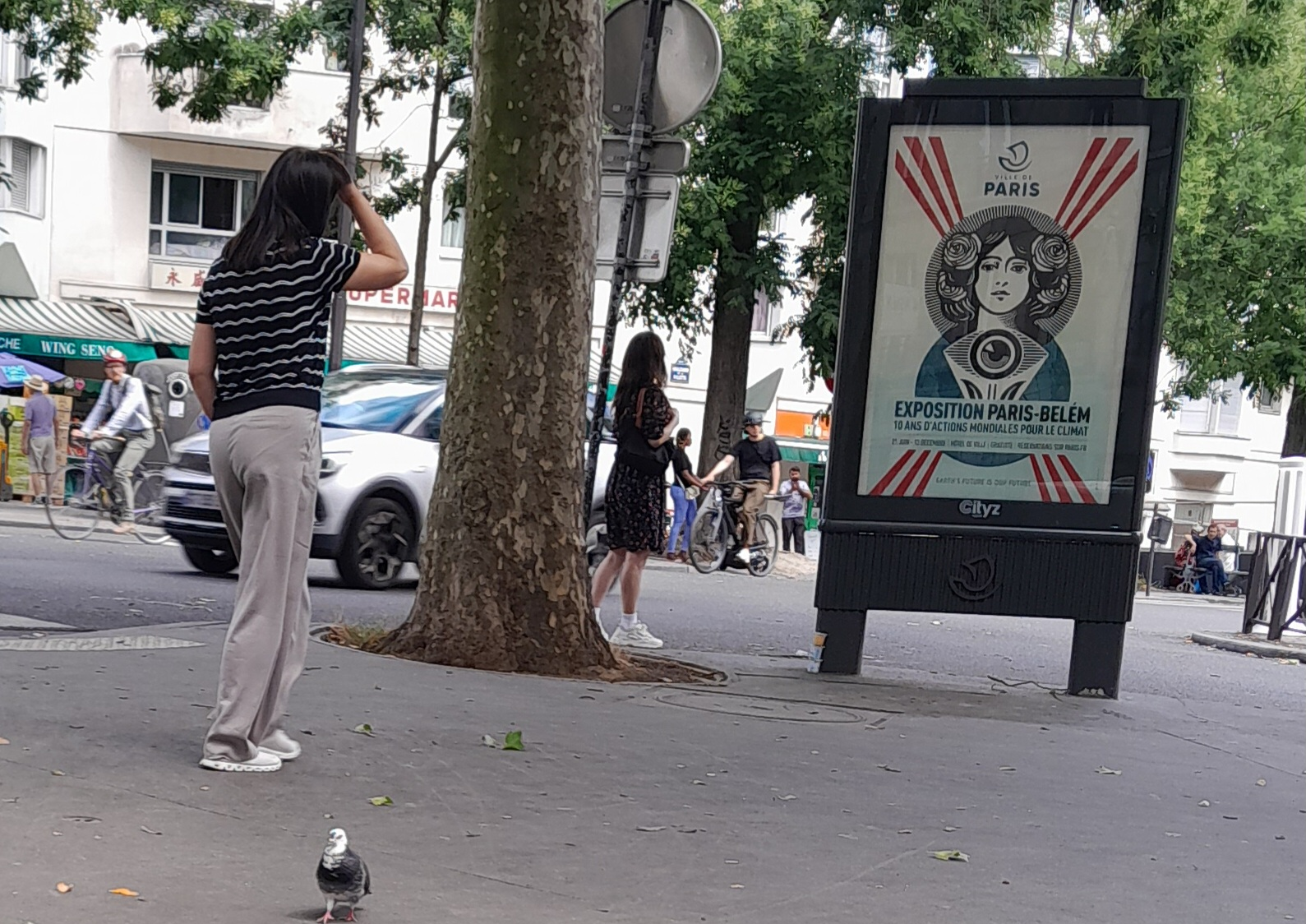
Marcheuses de Belleville (juin 2025).

La prostitution chinoise à Paris s'est développée à partir de  la fin des années 1990. Les prostituées d’origine chinoise travaillent principalement sur les trottoirs de certains quartiers, où elles sont surnommées les marcheuses, dans des salons de massage ou à partir d'offres internet. En 2016, Médecins du monde estime à 1 450 le nombre de prostituées chinoises à Paris.

## Contexte
La diaspora chinoise en France est issue principalement de trois vagues migratoires différentes. Au début du siècle dernier commence la première migration chinoise, venant essentiellement des environs de la ville de Wenzhou. Cette migration est réactivée dans les années 1980. Ces migrants développent en France un vaste tissu d'entreprises et mettent en place des soutiens efficaces pour les nouveaux arrivants issus de la même région. Dans les années 1970, ce sont des réfugiés politiques de l'Indochine française qui sont accueillis, échappant ainsi aux violences au Viêt Nam, au Laos ou au Cambodge, cette migration est terminée. Enfin arrivent, depuis la fin des années 1990, en provenance de régions de Chine du Nord et du Nord-Est, des nouveaux migrants essentiellement des femmes, âgées de plus de quarante ans. Sans soutien et isolée, cette nouvelle population est cantonnée à des activités peu rémunératrices dans des conditions précaires.

## Historique

### Origine des prostituées chinoises
En 2009 selon Médecins du monde, les prostituées chinoises sont plus de 500 à Paris, en 2016 le chiffre de 1 450 prostituées chinoises à Paris est avancé.
La sociologue Florence Lévy indique que la venue de femmes chinoises date la fin des années 1990. Elles ont pour origine principalement la Chine du nord (Dongbei). L'essentiel des Chinoises sont des mères de famille qui travaillaient pour de grandes entreprises d'État mais ont perdu leur emploi, lors de la vague de privatisation des années 2000. Lors de leur arrivée en France, elles sont en général munies d’un visa et ne sont donc pas clandestines mais le deviennent à l’expiration de celui-ci. Ces migrantes doivent rapidement rembourser les emprunts faits, en général à des membres de la famille, pour rejoindre la France (les billets d’avion, le visa, le passeur...). Le choix de la prostitution s'effectue après avoir travaillé dans des emplois peu rémunérés comme la confection ou la garde d'enfants, voire une période de chômage. Certaines se prostituent pour payer les études de l'enfant resté en Chine ou pour subvenir aux besoins de leur famille chinoise.

### Espaces de prostitution

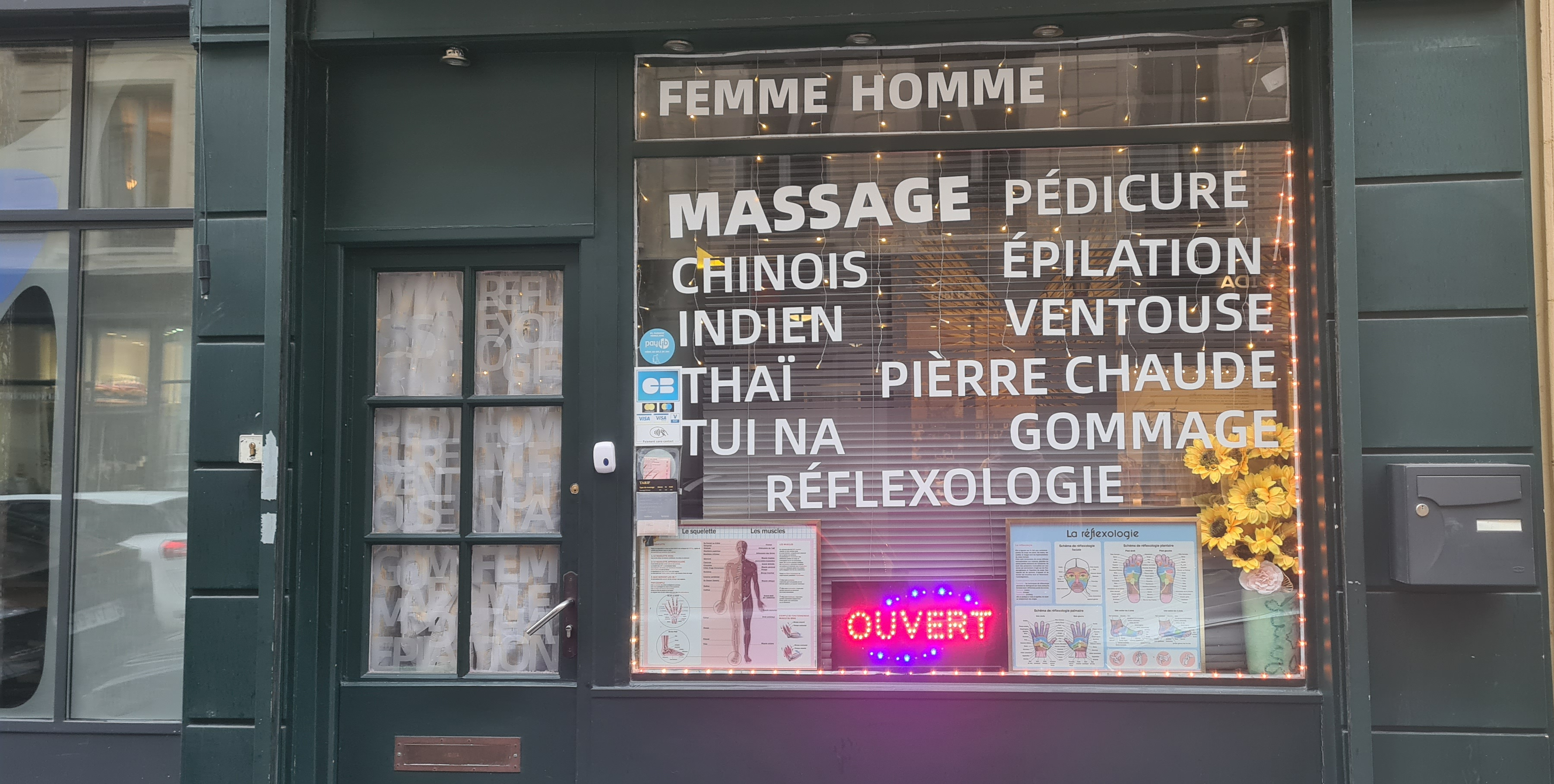
Salon de massage dans le 17e arrondissement de Paris.

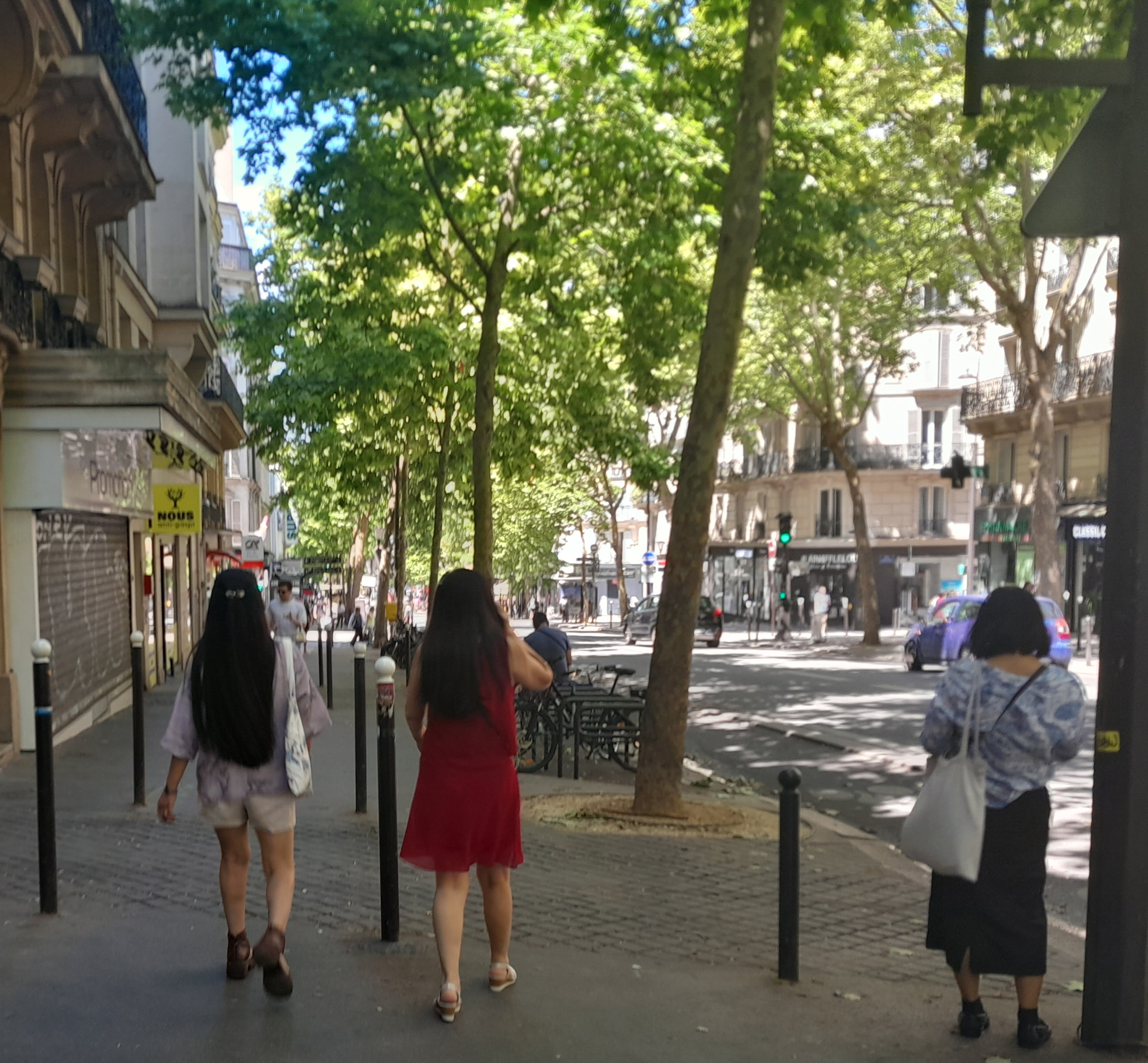
Marcheuses chinoises sur l'avenue de Clichy (juin 2025).

Les prostituées chinoises travaillent essentiellement sur les trottoirs de Strasbourg – Saint-Denis (quartier traditionnel de la prostitution à Paris), dans le quartier de Belleville, et de façon moins visible dans le triangle de Choisy (compris entre l'avenue de Choisy, l'avenue d'Ivry et le boulevard Masséna).
Les salons de massage se retrouvent disséminés dans l'ensemble du territoire parisien. En 2015, selon la Préfecture de police, il existe 575 salons de massage à Paris, parmi eux 300 au moins seraient des lieux de prostitution, où se pratique un massage érotique. En juillet 2015, Nathalie Kosciusko-Morizet évoquait au Conseil de Paris « la réapparition de minimaisons closes qui cachent des centaines de prostituées asiatiques en esclavage ».
Avec la loi sur la pénalisation des clients de 2016, la prostitution des femmes chinoise s’est étendue aux offres par internet et par téléphone. Selon Médecins du monde : « Toutes les femmes avec lesquelles nous travaillons témoignent du fait que cette loi a rendu leur travail plus difficile et plus dangereux ».
En mars 2025, alors que 426 salons de massage qui offriraient des services sexuels tarifés sont dénombrés à Paris par l'association Zéromacho, la ministre chargée de l'Égalité entre les femmes et les hommes, Aurore Bergé, annonce le contrôle des salons de massage et la fermeture de ceux qui permettent la prostitution.  Plusieurs raisons présideront à la fermeture de ces lieux  comme : « le travail dissimulé, la fraude fiscale, conditions de travail ou d'hébergement indignes ou encore l'emploi de personnes en situation illégale ». Les prostituées, essentiellement chinoises et pauvres, seront considérées comme des victimes. Ainsi, elles devraient bénéficier d'un soutien financier et d'une aide par des associations pour les réorienter,.

### Proxénétisme?

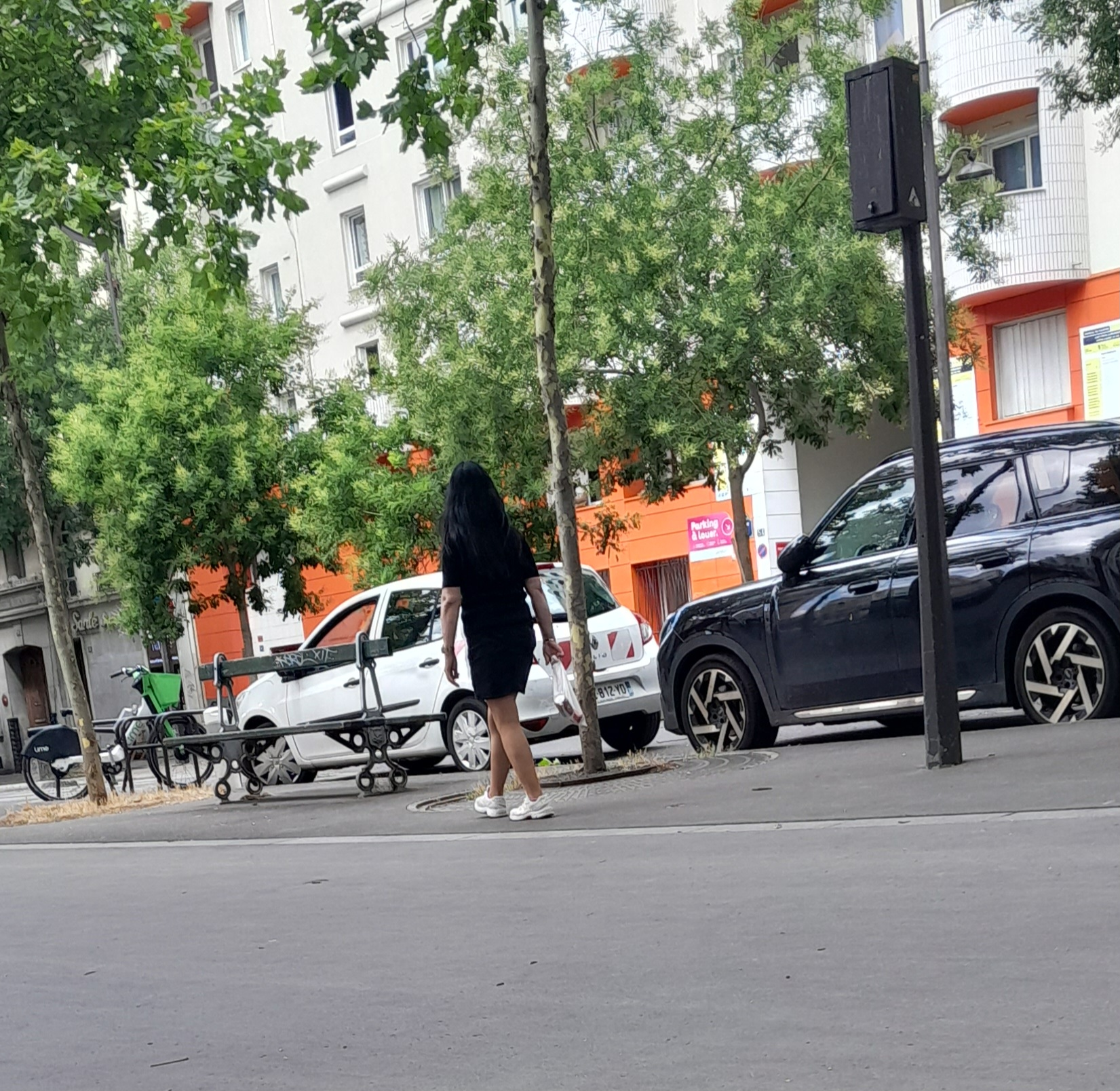
Marcheuse chinoise à Belleville (juin 2025).

En 2013, selon une enquête de l'association Médecins du monde, « Travailleuses du sexe chinoises à Paris face aux violences », les prostituées chinoises ne sont pas soumises à des réseaux de prostitutions ou des proxénètes. Elles ont choisi cette activité contraintes par des obligations économiques.
Au contraire pour le responsable de la brigade de répression du proxénétisme, il existe bien des réseaux autour de ces prostituées chinoises : « Gagner de l'argent sur le dos d'une prostituée, quel que soit le moyen, c'est être proxénète ». C'est donc le cas des propriétaires des appartements loués moyennant finances ou des intermédiaires mettant en rapport propriétaires et prostituées. De même celles qui utilisent internet pour se prostituer, payent des intermédiaires.

### Aspects financiers
Pour Brain Magazine, le prix de la passe d’une marcheuse est de l’ordre de 40 à 60 euros, non compris la chambre.

### Actions des associations
En 2002, Médecins du monde crée le Lotus Bus, un service d'information en matière de santé et de sécurité à destination des femmes chinoises qui se prostituent à Paris. En 2009, un  livret bilingue Chinois/Français a été rédigé pour les prostituées chinoises à Paris. Il donne des informations pratiques utiles aux prostituées :  présentation des infections sexuellement transmissibles, explications sur les modes de prévention, les suites à donner après la rupture d'un préservatif et préconise des dépistages réguliers.
En 2014, se crée une association spécifique aux prostituées chinoises, les Roses d'Acier pour défendre leurs droits,.

## À voir

### Documentaire
- Vie et mort de Yuanli, Réalisation : Naël Marandin et Alexandre Plank Conseillère Littéraire : Pauline Thimonnier. Prix Italia en 2020 dans la catégorie Fiction